# 安迪·古莊臣
安迪·盧卡斯·古莊臣（2002年1月29日—）是一名冰島職業足球員，司職前鋒，現效力比利時職業聯賽球隊根特，並代表冰島參加國際比賽。

## 早年生活
安迪在2002年出生於倫敦，他的父親為當時效力英超球會車路士的冰島職業足球員。他的哥哥施雲·古莊臣亦是職業足球員，正效力挪威球會薩普斯堡。

## 球會生涯
安迪·古莊臣在西班牙球會巴塞隆拿的青訓學院開始足球生涯，他在效力三年後轉投加瓦，及後在2015年加盟愛斯賓奴。他在2017–18賽季為愛斯賓奴青年隊射入20球，因而引起班霸球會皇家馬德里的注意。
2018年夏天，皇家馬德里宣布簽入安迪。他在加盟後的首個賽季表現出色，是球會U17梯隊的神射手，並以16歲之齡獲擢升至由所執教的U19梯隊。
2020年7月，安迪在訓練時受傷，前十字韧带撕裂，需缺陣至少六個月。2021年7月，他獲提升到皇家馬德里B隊，並在同年9月獲列入皇家馬德里的歐冠參賽名單。
2022年7月22日，安迪轉會到瑞典超級足球聯賽球隊北雪平。同月25日，他在對陣哥登堡的聯賽比賽中上演地標戰，他在比賽第60分鐘後備上陣，球隊最終以2–0落敗。同年9月17日，安迪在對陣卡爾馬的比賽中首次為球會入球，比賽最終以2–2結束。
2023年8月18日，安迪被外借到丹麥足球超級聯賽球隊寧比，並設有買斷條款。他在兩日後即上演地標戰，在聯賽中協助球隊以1–0小勝。同年9月3日，安迪在對陣的比賽中射入加盟後的首個入球，在比賽第31分鐘為球隊打開紀錄，但寧比在比賽補時階段失球，最終只能以1–1和局完賽。
2024年4月17日，寧比宣布啟動外借合約中的買斷條款，正式簽入安迪，合約為期三年。兩個月後，比職球會真特宣布簽入安迪，轉會費據報為300萬歐元。

## 國家隊生涯
安迪曾效力冰島各級青年國家隊，並曾在對陣德國U17的U-17足球錦標賽外圍賽中上演帽子戲法，令球隊成功出線決賽週。
2021年1月25日，安迪首次獲冰島國家隊徵召。同年9月2日，安迪在對陣羅馬尼亞的世界盃外圍賽主場比賽中上演國家隊地標戰，他在比賽第79分鐘後備上陣，但冰島最終以2–0落敗。三天後，他在對陣北馬其頓的比賽中射入個人首個國家隊入球，協助球隊以2–2逼和對手。
2022年11月，安迪隨隊參與波羅的海盃，並在準決賽的互射十二碼階段入球，協助球隊晉級決賽，冰島最終奪得賽事冠軍。

## 生涯統計

### 球會
最後更新：2024年10月7日
| 效力球會      | 球季     | 聯賽     | 聯賽 | 聯賽 | 國家盃賽 | 國家盃賽 | 洲際賽事 | 洲際賽事 | 總計 | 總計 |
| 效力球會      | 球季     | 聯賽     | 上陣 | 入球 | 上陣     | 入球     | 上陣     | 入球     | 上陣 | 入球 |
| ------------- | -------- | -------- | ---- | ---- | -------- | -------- | -------- | -------- | ---- | ---- |
| 皇家馬德里B隊 | 2021–22  | 西協甲   | 21   | 4    | 0        | 0        | —        | —        | 21   | 4    |
| 北雪平        | 2022     | 瑞典超   | 13   | 1    | 1        | 0        | —        | —        | 13   | 1    |
| 北雪平        | 2023     | 瑞典超   | 16   | 0    | 3        | 0        | —        | —        | 19   | 0    |
| 北雪平        | 總計     | 總計     | 29   | 1    | 4        | 0        | —        | —        | 32   | 1    |
| 寧比（外借）  | 2023–24  | 丹麥超   | 21   | 10   | 5        | 2        | —        | —        | 26   | 12   |
| 寧比          | 2023–24  | 丹麥超   | 7    | 3    | –        | –        | —        | —        | 7    | 3    |
| 寧比          | 總計     | 總計     | 28   | 13   | 5        | 2        | —        | —        | 33   | 15   |
| 真特          | 2024–25  | 比職     | 9    | 2    | 0        | 0        | 6        | 0        | 15   | 2    |
| 生涯總計      | 生涯總計 | 生涯總計 | 87   | 20   | 9        | 2        | 0        | 0        | 102  | 22   |

### 國家隊
最後更新：2024年3月27日
| 代表國家隊 | 年份 | 上陣 | 入球 |
| ---------- | ---- | ---- | ---- |
| 冰島       | 2021 | 6    | 0    |
| 冰島       | 2022 | 6    | 2    |
| 冰島       | 2023 | 6    | 3    |
| 冰島       | 2024 | 8    | 1    |
| 總計       | 總計 | 26   | 6    |

| #  | 日期           | 出場數 | 地點                           | 對手       | 入球比數 | 最終比數 | 賽事                       |
| -- | -------------- | ------ | ------------------------------ | ---------- | -------- | -------- | -------------------------- |
| 1. | 2021年9月5日   | 2      | 冰島勒伊加达勒体育场           | 北馬其頓   | 2–2      | 2–2      | 2022年國際足協世界盃外圍賽 |
| 2. | 2021年10月11日 | 4      | 冰島雷克雅未克勒伊加达勒体育场 | 列支敦斯登 | 4–0      | 4–0      | 2022年國際足協世界盃外圍賽 |
| 3. | 2023年1月8日   | 13     | 葡萄牙阿尔布费拉諾拿體育場     | 爱沙尼亚   | 1–1      | 1–1      | 友誼賽                     |
| 4. | 2023年3月26日  | 15     | 列支敦斯登萊茵公園球場         | 列支敦斯登 | 6–0      | 7–0      | 2024年歐洲足球錦標賽外圍賽 |
| 5. | 2023年11月16日 | 17     | 斯洛伐克特哈尼球場             | 斯洛伐克   | 2–4      | 2–4      | 2024年歐洲足球錦標賽外圍賽 |
| 6. | 2024年1月17日  | 20     | 美國DRV PNK體育場              |            | 2–0      | 2–0      | 友誼賽                     |

所有比數左側代表冰島，入球比數欄代表古莊臣入球後場上的比數

## 榮譽

### 國家隊
冰島
- 波羅的海盃：2022（英语：2022 Baltic Cup）[27]

## 外部連結
- Soccerway資料庫：安迪·古莊臣
- 安迪·古莊臣在FootballDatabase.eu中的档案